# Unione bancaria
L'Unione bancaria (in inglese, Banking Union) è il trasferimento di competenze nel campo della vigilanza sulle banche dalle autorità nazionali ad autorità europee. L'Unione bancaria si regge su due strumenti: (a) il Meccanismo di vigilanza unico (in inglese: Single Supervisory Mechanism); (b) il Meccanismo di risoluzione unico (in inglese: Single Resolution Mechanism). Entrambi poggiano sul single rulebook dell'Unione europea. Originariamente l'Unione Bancaria prevedeva anche un terzo elemento, un sistema comune di garanzia dei depositi, sul quale però non si è consolidato un accordo a livello europeo.

## Storia
La crisi finanziaria del 2007-2008 e la successiva crisi del debito sovrano in alcuni paesi europei hanno messo in evidenza come problemi e vulnerabilità da un sistema bancario possono rapidamente trasmettersi e propagarsi ad altre parti del sistema finanziario europeo, in particolare all'interno della zona euro. Per proteggere il mercato unico e garantire un adeguato presidio ai rischi per la stabilità finanziaria, nel giugno del 2012 i Capi di Stato e di governo dell'area dell'euro costituirono l'Unione bancaria al fine di perseguire un insieme di obiettivi: (1) spezzare il legame tra rischio sovrano e fragilità dei sistemi bancari nazionali; (2) rafforzare l'integrazione tra i sistemi bancari in Europa; (3) dare una dimensione europea all'attività di supervisione sulle banche, attraverso un nuovo assetto istituzionale nello svolgimento dell'attività di vigilanza sul sistema bancario europeo.

## Il meccanismo di vigilanza unico
Il primo elemento dell'Unione bancaria è il meccanismo di vigilanza unico che dal 4 dicembre 2014 ha iniziato a operare attraverso l'assunzione da parte della Banca centrale europea dei compiti di vigilanza bancaria, esercitati attraverso le autorità nazionali. I paesi aderenti al meccanismo di vigilanza unico sono quelli della zona euro e quelli dell'Unione europea che pur non adottando l'euro abbiano comunque deciso di aderirvi. 
Nell'ambito del meccanismo di vigilanza unico, la Banca centrale europea esercita la propria supervisione diretta su 123 banche "significative", pari a circa l'82% degli attivi bancari della zona euro.
La vigilanza è condotta da gruppi comuni composti da personale proveniente dalle varie autorità nazionali di supervisione bancaria e da personale della Banca centrale europea. 
Il consiglio di vigilanza del meccanismo di vigilanza unico assicura la separazione organizzativa tra le attività di politica monetaria e le attività di supervisione. Il consiglio si compone di un presidente, da un vicepresidente, da 4 rappresentanti della Banca centrale europea e dai rappresentanti delle autorità di vigilanza nazionali.

## Il meccanismo di risoluzione unico
Il meccanismo di risoluzione unico sarà una agenzia europea per la risoluzione delle crisi di banche della zona euro considerate significative o di rilevanza internazionale. Introdotto con regolamento UE/2014/806, diventerà operativo dal 2016 e sarà composto dalle autorità nazionali di risoluzione e dal Comitato di risoluzione unico. Il meccanismo prevede un fondo unico per finanziare la risoluzione delle banche che sarà alimentato dai contributi delle banche stesse con un piano di versamenti annuali senza ricorso a finanziamenti pubblici.

## Il sistema armonizzato di regole prudenziali
Il sistema armonizzato di regole prudenziali (in inglese, Single rulebook) è l'insieme di norme prudenziali che regolano l'attività delle banche dell'Unione europea. Tali regole stabiliscono, inter alia, i requisiti patrimoniali richiesti alle banche per esercitare la propria attività, stabiliscono regole a garanzia dei risparmiatori, stabiliscono misure per la prevenzione e la gestione delle crisi bancarie.